# Ноцзаду
ГЕС Ноцзаду (糯扎渡水电站) — гідроелектростанція на півдні Китаю у провінції Юньнань. Знаходячись між ГЕС Дачаошань (вище по течії) та ГЕС Цзінхун, входить до складу каскаду на одній з найбільших річок Південно-Східної Азії Меконзі (басейн Південно-Китайського моря).
У межах проекту річку перекрили кам'яно-накидною греблею висотою 262 метри, довжиною 608 метрів та товщиною по гребеню 18 метрів, яка потребувала 34 млн м3 матеріалу. Вона утримує водосховище з площею поверхні 320 км2 та об'ємом 21,7 млрд м3 (під час повені до 23,7 млрд м3). Завдяки припустимому коливанню рівня в операційному режимі між позначками 765 та 812 метрів НРМ корисний об'єм становить 11,3 млрд м3.
Споруджений у підземному виконанні пригреблевий машинний зал обладнали дев'ятьма турбінами типу Френсіс потужністю по 650 МВт, які використовують напір у 187 метрів та забезпечують виробництво 23,9 млрд кВт-год електроенергії на рік.
Для видачі продукції призначена лінія постійного струму високої напруги (HVDC), розрахована на роботу під напругою 800 кВ. Довжина цієї системи, що прямує до провінції Гуандун, становить 1451 кілометр.